# Монако на летних Олимпийских играх 1992
|        | Золото | Серебро | Бронза | Всего |
| ------ | ------ | ------- | ------ | ----- |
| Монако | 0      | 0       | 0      | 0     |

Монако на летних Олимпийских играх 1992 была представлена Олимпийским комитетом Монако (ОКМ).

## Состав сборной

### Стрельба
- Фабьен Пасетти

По итогам соревнований заняла 39 место.

### Плавание
- Кристоф Вердино

На дистанции 100 метров брассом стал 47-м.
На дистанции 200 метров брассом стал 36-м.